# Pistolet maszynowy MP 28 II
Maschinenpistole 28 II – (niem. MP 28 II ; belg. Mitraillette 34) – niemiecki pistolet maszynowy skonstruowany przez Hugona Schmeissera.

## Historia

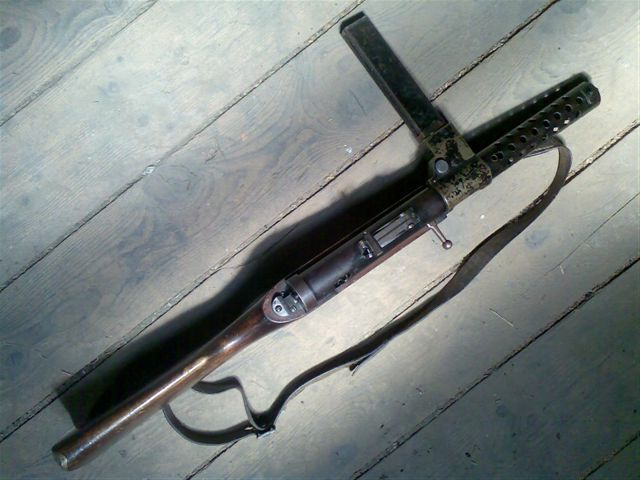

W 1925 roku IWG (Inspection für Waffen und Geräte – niem. Inspektorat Uzbrojenia i Wyposażenia) zorganizował potajemne próby pistoletów maszynowych (traktat wersalski zakazywał prac nad bronią automatyczną w Niemczech). W 1928 roku Hugo Schmeisser przedstawił komisji swój MP 28 II. Była to wersja pistoletu maszynowego MP 18/IV wyposażona w przełącznik rodzaju ognia. Dodatkowo Schmeisser zastosował w MP 28 II nową sprężynę powrotną o dużej średnicy (wąska sprężyna MP 18 często ulegała uszkodzeniom podczas składania broni i wymagała stosowania żerdzi prowadzącej).
Konstrukcja Schmeissera okazała się najlepszą z przebadanych. Jedyną zmianą zalecaną przez wojskowych było zwiększenie pojemności magazynka z 20 do 32 naboi. Po wprowadzeniu tej zmiany firma Waffen- und Fahrradfabrik C.G. Haenel, pracodawca Schmeissera, otrzymała zapewnienie, że w przypadku odrzucenia ograniczeń traktatu wersalskiego MP 28 II stanie się standardowym pistoletem maszynowym niemieckiej armii.
Nie mogąc rozpocząć produkcji MP 28 II w Niemczech postanowiono uruchomić produkcję za granicą, w Belgii. Licencyjna wersja kalibru 9 × 23 mm Bayard produkowana przez firmę Pieper w Herstal była jako Mitrallette 34 przepisowym pistoletem maszynowym armii belgijskiej i holenderskiej. Produkowana także była wersja kalibru 9 × 23 mm Largo, która była używana przez policję portugalską. W mniejszych ilościach były produkowane wersje kalibru 7,62 × 22 Parabellum, 7,63 × 25 mm Mauser (używane w Chinach) i .45 ACP (używane w krajach Ameryki Południowej).
Po odrzuceniu przez Niemcy ograniczeń traktatu wersalskiego w 1935 roku uruchomiono produkcję MP 28 II w zakładach Haenel. Do zamówienia dużych ilości tej broni jednak nie doszło. Zamówiono tylko gniazda magazynka nowego typu i przy ich pomocy zmodernizowano część MP 18/I. Dowództwo Wehrmachtu wstrzymywało się z zakupami, ponieważ w tym czasie trwały spory dotyczące zastosowania taktycznego i założeń konstrukcyjnych pistoletów maszynowych.
Pomimo braku zamówień Wehrmachtu na MP 28 II jego produkcja eksportowa trwała. Niewielką ilość tych pistoletów maszynowych zakupiły też rozmaite niemieckie formacje paramilitarne. Po rozpoczęciu w 1938 roku w zakładach Haenela produkcji MP 38 produkcję MP 28 II zaczęto ograniczać, by w końcu zakończyć ją w styczniu 1940 roku. W kilka miesięcy później zakończono także produkcję tej broni w Belgii. Egzemplarze MP 28 II zarówno wyprodukowane w Niemczech, jak i zdobyte w Holandii i Belgii były używane przez niemieckie formacje zbrojne do końca wojny.

## Opis konstrukcji
Pistolet maszynowy MP 28 II był indywidualną bronią samoczynno-samopowtarzalną. Zasada działania oparta na odrzucie swobodnym zamka. Strzelanie z zamka otwartego, ogniem pojedynczym lub seriami. Przełącznik rodzaju ognia w postaci kołka nad językiem spustowym. Zasilanie magazynkowe (magazynki 20, 32 lub 50 naboi). Magazynki były dołączane z lewej strony broni. Lufa w osłonie metalowej, w części egzemplarzy na osłonie lufy był montowany zaczep bagnetu (pod lub z prawej strony osłony). Przyrządy celownicze składają się z muszki i nastawnego celownika krzywiznowego o nastawach od 100 do 1000 metrów. Pistolet maszynowy MP 28 II można było zabezpieczyć tylko przy zamku napiętym.